# 特里凯维尔
特里凯维尔（法語：Triquerville，法語發音：[tʁikɛʁvil]）是法国滨海塞纳省的一个旧市镇，属于勒阿弗尔区。2016年1月1日，特里凯维尔与临近的3个市镇合并为新市镇塞纳河畔热罗姆港。

## 地理
特里凯维尔（49°30'14"N, 0°37'40"E）面积3.01 平方千米，位于法国诺曼底大区滨海塞纳省，该省份为法国北部沿海省份，其西部及北部濒大西洋英吉利海峡，东起顺时针与索姆省、瓦兹省、厄尔省和卡爾瓦多斯省接壤。
与特里凯维尔接壤的市镇（或旧市镇、城区）包括：图夫勒维尔-拉卡布勒、塞纳河畔热罗姆港、维勒基耶。
特里凯维尔的时区为UTC+01:00、UTC+02:00（夏令时）。

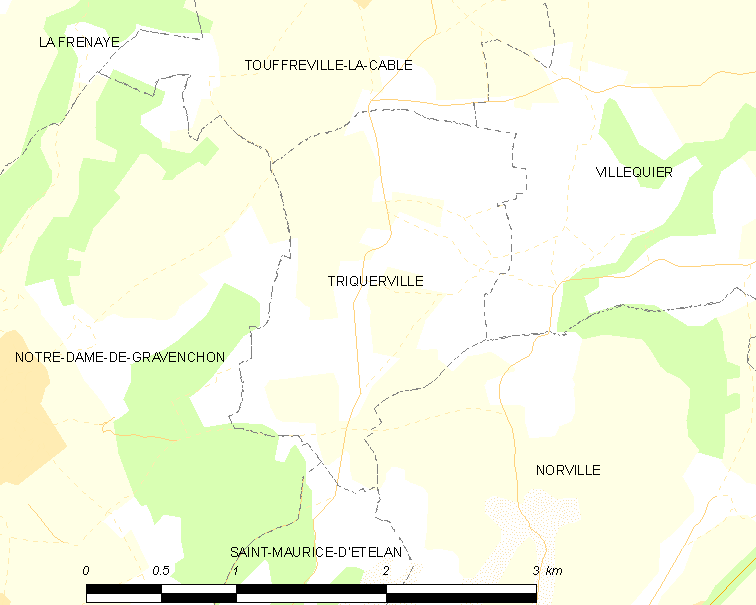
特里凯维尔的OSM定位图

## 行政
特里凯维尔的邮政编码为76170，INSEE市镇编码为76713。

## 政治
特里凯维尔所属的省级选区为塞纳河畔热罗姆港县。

## 人口

1962-2008年间特里凯维尔人口变化图示

特里凯维尔于2018年1月1日时的人口数量为355人。